# 藤原通
藤原 通（ふじわら とおる、1979年6月18日 - ）は、兵庫県高砂市出身の元プロ野球選手。現役時代は阪神タイガースに所属していた。内野手登録だったが、外野手としても出場した。

## 経歴
神港学園高校では一塁手として、2年生の夏の甲子園に出場。3年夏は県大会準優勝。立命館大学に進学後は、2年時の大学選手権では準々決勝で早大・藤井秀悟に抑えられ、2-0の9回二死から葛城育郎の二塁打を皮切りに同点打を放つも延長で敗れた。3年から4番となり、4年時は主将として2年連続同大会でベスト4。リーグ通算77試合に出場、269打数92安打、打率.342、8本塁打、62打点、9盗塁を記録、ベストナイン3回。
期待の長距離砲として2001年のドラフト6巡目で阪神に指名され入団。入団後、大学時代まで守った一塁手以外に、三塁手や外野手にも挑戦、内野・外野どこでも守れるユーティリティプレーヤーに成長した。
二軍では早くから力を発揮し、プロ1年目となる2002年のファーム日本選手権では3安打4打点の活躍で最優秀選手に選ばれた。しかし、一軍では戦力が充実していたために、なかなか出場の機会に恵まれなかった。
2003年7月21日、ウエスタン・リーグの対大阪近鉄バファローズ戦（藤井寺球場）において、満塁の場面で打席に立ち、バックスクリーンを直撃する打球を放った。ところが二塁塁審のいなかった試合でありながら、残りの審判（球審と一・三塁の塁審の3人）が通常の4人制ジャッジに則した動きをしていたために、どの審判も直撃を確認していなかった。結局、木戸克彦二軍監督の抗議も覆らずに二塁打と判定され、幻の満塁本塁打になってしまった。
2006年のファーム日本選手権では、千葉ロッテマリーンズの成瀬善久から、喜田剛・桜井広大とともに3者連続本塁打を放っている。この年オフ、結婚を発表。
2007年シーズンはオープン戦でアピールし、開幕一軍候補に挙げられた。結局は二軍スタートとなるが、ファームで4割超の打率を残し一軍昇格。5月に一軍で実に5年ぶりとなる安打を打った。代打や代走要員、さらには外野手や一塁手の守備固めもこなして一軍に定着した。外野手21試合、一塁手4試合、二塁手1試合、三塁手2試合とさまざまな守備位置で貢献し、ユーティリティーぶりを発揮した。スタメンにも中堅手4試合、一塁手1試合で起用された。
しかし2008年は一軍出場がなく、また2009年には右腕の故障にも悩まされるようになった。「プロ選手として満足のいくプレーができない」と自ら判断し、2009年10月2日に現役引退を発表した。
引退後は阪神の球団職員となり、二軍の用具担当兼サブマネジャーを経て一軍のサブマネジャーに就任している。
2014年からは一軍マネージャーに昇格する。

## 詳細情報

### 年度別打撃成績
| 年 度     | 球 団     | 試 合 | 打 席 | 打 数 | 得 点 | 安 打 | 二 塁 打 | 三 塁 打 | 本 塁 打 | 塁 打 | 打 点 | 盗 塁 | 盗 塁 死 | 犠 打 | 犠 飛 | 四 球 | 敬 遠 | 死 球 | 三 振 | 併 殺 打 | 打 率 | 出 塁 率 | 長 打 率 | O P S |
| --------- | --------- | ----- | ----- | ----- | ----- | ----- | -------- | -------- | -------- | ----- | ----- | ----- | -------- | ----- | ----- | ----- | ----- | ----- | ----- | -------- | ----- | -------- | -------- | ----- |
| 2002      | 阪神      | 4     | 9     | 8     | 0     | 1     | 0        | 0        | 0        | 1     | 0     | 0     | 0        | 0     | 0     | 1     | 0     | 0     | 3     | 0        | .125  | .222     | .125     | .347  |
| 2003      | 阪神      | 1     | 1     | 1     | 0     | 0     | 0        | 0        | 0        | 0     | 0     | 0     | 0        | 0     | 0     | 0     | 0     | 0     | 0     | 0        | .000  | .000     | .000     | .000  |
| 2004      | 阪神      | 6     | 3     | 3     | 0     | 0     | 0        | 0        | 0        | 0     | 0     | 0     | 0        | 0     | 0     | 0     | 0     | 0     | 1     | 0        | .000  | .000     | .000     | .000  |
| 2005      | 阪神      | 1     | 0     | 0     | 0     | 0     | 0        | 0        | 0        | 0     | 0     | 0     | 0        | 0     | 0     | 0     | 0     | 0     | 0     | 0        | ----  | ----     | ----     | ----  |
| 2006      | 阪神      | 2     | 2     | 2     | 1     | 0     | 0        | 0        | 0        | 0     | 0     | 0     | 0        | 0     | 0     | 0     | 0     | 0     | 0     | 0        | .000  | .000     | .000     | .000  |
| 2007      | 阪神      | 44    | 31    | 20    | 5     | 3     | 1        | 0        | 0        | 4     | 2     | 1     | 0        | 5     | 0     | 4     | 0     | 2     | 6     | 0        | .150  | .346     | .200     | .546  |
| 2009      | 阪神      | 2     | 2     | 2     | 1     | 0     | 0        | 0        | 0        | 0     | 0     | 0     | 0        | 0     | 0     | 0     | 0     | 0     | 2     | 0        | .000  | .000     | .000     | .000  |
| 通算：7年 | 通算：7年 | 60    | 48    | 36    | 7     | 4     | 1        | 0        | 0        | 5     | 2     | 1     | 0        | 5     | 0     | 5     | 0     | 2     | 12    | 0        | .111  | .256     | .139     | .395  |

### 表彰
- ファーム日本選手権MVP：1回（2002年）

### 記録
- 初出場・初先発出場：2002年8月11日、対中日ドラゴンズ20回戦（ナゴヤドーム）、7番・左翼手で先発出場
- 初打席：同上、3回表に山本昌から三塁ゴロ
- 初安打：同上、8回表に山本昌から左前安打
- 初打点：2007年6月20日、対東北楽天ゴールデンイーグルス4回戦（阪神甲子園球場）、8回裏に戸部浩から押し出し死球
- 初盗塁：2007年8月4日、対広島東洋カープ13回戦（広島市民球場）、8回表に二盗（投手：佐竹健太、捕手：石原慶幸）

### 背番号
- 2 （2002年 - 2004年）
- 44 （2005年 - 2009年）